# Bni Oual
Bni Oual (franska: Bni Oual (CR), Bni Oual (Commune Rurale), arabiska: امزفرون) är en kommun i Marocko.   Den ligger i provinsen Sidi Kacem och regionen Rabat-Salé-Kénitra, i den norra delen av landet, 130 km nordost om huvudstaden Rabat. Antalet invånare är 8 475.